# 不知銀杏介
不知銀杏介（学名：Ginkgocythere puchiheyi）为真花介科銀杏介屬下的一个种。